# Giovanni Vescovi
Giovanni Portilho Vescovi (Porto Alegre, 14 de junio de 1978) es un Gran Maestro Internacional de ajedrez brasileño. Alcanzó el número 48 del mundo en 2004. Su calificación ELO más alta fue de 2650 puntos en enero de 2010.

## Resultados destacados en competición
Fue siete veces ganador del Campeonato de Brasil de ajedrez en los años 1999, 2000, 2001, 2006, 2007, 2009 y 2010.
Participó representando a Brasil en seis Olimpíadas de ajedrez en los años 1994 en Moscú, 1998 en Elistá, 2000 en Estambul, 2002 en Bled, 2006 en Turín y 2012 en Estambul.